# Bandeira de Omsk
A Bandeira de Omsk é um dos símbolos oficiais do Óblast de Omsk, uma subdivisão da Federação Russa. Foi adotada em 11 de junho de 2003.

## Descrição
Seu desenho consiste em um retângulo com proporção largura-comprimento de 2:3 dividido em cinco faixas verticais de larguras diferentes. Suas cores, a partir do mastro, são vermelho, branco, azul, branco e vermelho, nas proporções aproximadas de 1/3, 1/9, 1/9, 1/9, 1/3 do comprimento total da bandeira, respectivamente. A faixa azul central é ondulada.

## Simbolismo
As cores da bandeira seguem o padrão da maioria dos países do leste europeu e algumas bandeiras de outras subdivisões da Rússia, ou seja, usam as cores Pan-Eslavas que são o vermelho, o branco e o azul.
Individuamente as cores representam:
- O Vermelho a valentia, a coragem, o destemor. Esta é a cor da vida, misericórdia e do amor;
- O branco é um símbolo da nobreza, pureza, justiça e da bondade. Ao mesmo tempo, indica características climáticas da Sibéria, que é coberta de neve durante boa parte do ano;
- O azul reflete a beleza, a majestade e a doçura.

A faixa ondulada representa o rio Irtich, a principal artéria da água da região.